# Barranc dels Boïgots
El barranc dels Boïgots és un riu de l'antic terme de Benavent de Tremp, actualment pertanyent al municipi d'Isona i Conca Dellà, al Pallars Jussà.
Es forma al sud del poble de Benavent de la Conca, a la Costa dels Escoms, des d'on davalla cap a ponent formant un arc inflexionat cap al nord. S'ajunta amb el barranc de la Boga per tal de formar el de les Rovines al nord-est del poble de Merea.